# Зеленоборск (Красноярский край)
Зеленоборск — посёлок в Новосёловском районе Красноярского края России. Входит в состав Анашенского сельсовета.

## География
Посёлок расположен в 12 км к югу от районного центра Новосёлово.

## История
В 1976 г. Указом Президиума ВС РСФСР поселок Анашенского хлебоприемного пункта переименован в Зеленоборск.

## Население
| 2010 |
| ---- |
| 13   |

Гендерный состав
По данным Всероссийской переписи населения 2010 года 8 мужчин и 5 женщин из 13 чел.